# Bernský salašnický pes
Bernský salašnický pes je švýcarské psí plemeno, které se dožívá v průměru 10 let. Je to obří psí plemeno, dlouhosrstý, tříbarevný (tricolor), harmonický a vyrovnaný. Původně byl používán jako hlídací, honácký a tažný pes na selských dvorech. Naháněl dobytek, hlídal zemědělské usedlosti a ve speciálním postroji tahal malé dvoukolové káry. Bernský salašnický stejně jako bernardýn umí vyhledávat lidi ztracené ve sněhových závějích.

## Historie
Toto plemeno je velmi staré a odjakživa využívané k práci na salaši, většinou k nahánění ovcí nebo tažení vozíčků. V 17. století je používali třeba prodejci mléka, kteří dali mléko v nádobách na vozíček, který vezl pes velmi podobný bernskému salašnickému psu – vyplývá to z kreseb neznámého člověka objevených ve francouzském městě Oyonnax v departmentu Ain.
Krom toho ale historie tohoto plemene není vůbec známá – ani přibližní předci nejsou známí. Za zemi jejich původu se však považuje Švýcarsko, právě v Bernu byl totiž ustanoven jejich první standard a to v roce 1907. Také byl uznán název „bernský salašnický pes“ – do té doby se používaly různé názvy.

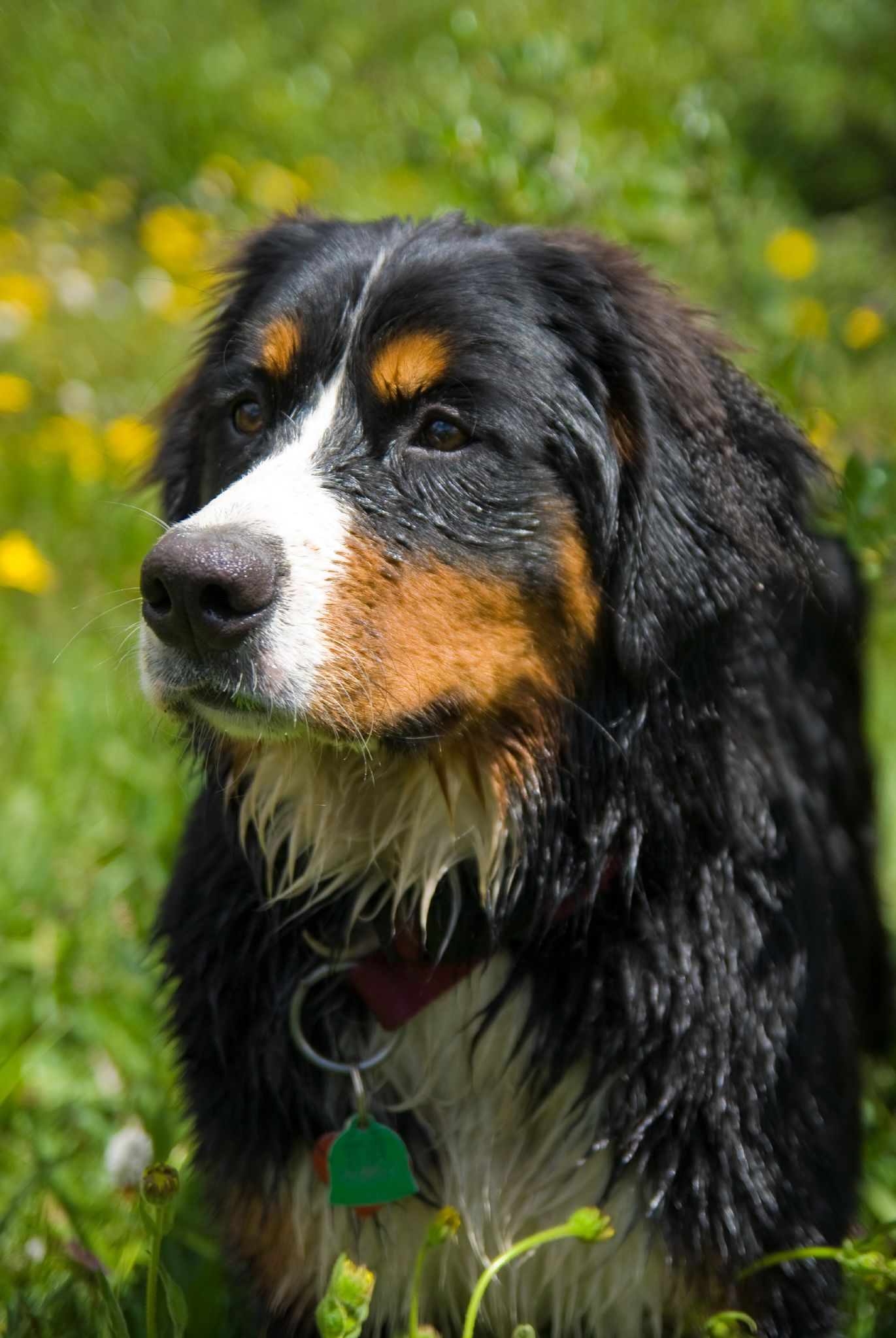

2015: Bernský salašnický pes je v České republice ale i po celém světě velmi oblíbený a rozšířený. V České republice je již založeno více než dvacet chovatelských stanic tohoto plemene.

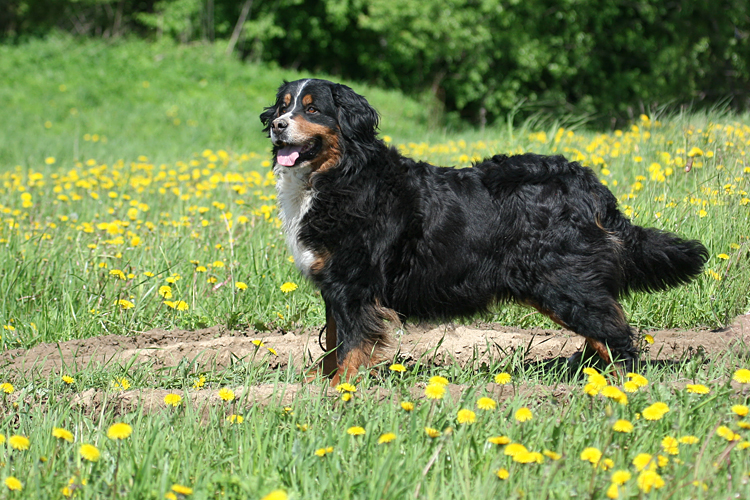

## Vzhled
Poměr výšky v kohoutku k délce těla je asi 9:10. Tělo má spíše podsadité, než dlouhé. Plemeno je snadno rozeznatelné díky tříbarevným znakům (černá, hnědočervené pálení a bílá). Většina těla je černá. Líce, punčochy a skvrna okolo oka má hnědočerné pálení. Hruď, prsty, čenich, špička ocasu a lysina mezi očima mají bílou barvu. Pokud pes sedí, je nejnápadnější díky své bílé náprsence. Zbarvení jednotlivých psů se liší jen nepatrně většinou v množství bílé barvy. Hlava je těžší, čumák krátký. Oči jsou tmavě hnědé. Uši trojúhelníkové, lehce zaoblené, vysoko nasazené. Krk je dlouhý a rovný. Srst na něm vytváří límec. Hřbet je dlouhý, také rovný a bohatě osrstěný. Ocas je také bohatě osrstěný, v klidu svěšený černý a na konci bílý, v pohybu vznášející se na úrovni hřbetu, nebo nesený poněkud nad ní.
Psi mají výšku v kohoutku 64–70 cm, feny 58–66 cm, a váhu mezi 32 až 50 kg. Je to velmi huňatý pes a proto by se měl česat velmi často. Jinak mohou vzniknout psí dredy. Dred se může zapařit a vzniknout zánět.[zdroj⁠?!]

## Povaha
Na pohled divoce vypadající plemeno. Ve skutečnosti je však velmi krotké a miluje své „lidi“, ale velmi rychle přilne i k cizím a agresivita se u jedinců tohoto plemene skoro vůbec nevyskytuje. Velmi dobrý pes do rodiny – miluje děti a jejich hrátky mu nevadí, má vysoký práh bolesti a pokud se mu něco nelíbí, prostě odejde. Ostatní zvířata většinou ignoruje a kontakt s nimi nevyhledává, stejně tak s nimi nevyhledává ani spory. K cizím se chová docela přátelsky, není to tedy dobrý hlídač. Nemá rád vodu a koupání je pro něj utrpení. Jinak je ale milý, laskavý a velmi přátelský. Samotu nemá rád a ze všeho nejraději je se svým pánem, ovšem na zahradě a venku, nikoli v bytě, kde nemá dostatek pohybu.

## Zdravotní potíže
Je obzvláště náchylný k dysplazii kyčelních kloubů. Trpí také dědičnými očními chorobami a rakovinou. Výjimkou není ani akutní či chronické selhání ledvin. Je proto důležité u něj kontrolovat rodokmen a zkontrolovat předky, zda netrpěli právě potížemi s klouby nebo potížemi s kardiovaskulárním systémem či selháním ledvin, což často zaviní nečekanou smrt zvířete. Dožívá se jen málo let, v průměru deseti.

## Péče
Výchova bernského salašnického psa probíhá zpravidla bez obtíží, neboť se jedná o mírné, učenlivé, dobře ovladatelné a vyrovnané plemeno. Přesto potřebuje tento pes důslednost a kvalitní základní výcvik, aby byl v dospělosti snadno ovladatelný. Při zanedbání péče v oblasti výcviku se u bernského salašnického psa může rozvinout značná tvrdohlavost.
Srst bernského salašnického psa vyžaduje důkladnou a pravidelnou péči. Každý týden nebo dva týdny je třeba ji nejprve opatrně rozčesat a poté velmi pečlivě vykartáčovat. Při nedostatečné péči má srst tohoto plemene tendenci žmolkovatět, následná péče se pak může stát pro psa zdrojem bolesti. Není záhodno péči o srst bernského salašnického psa v žádném případě opomíjet. Pozornost vyžadují i polštářky tlap psa, mezi kterými někdy vyrůstá přebytečná srst znesnadňující pohyb.

Jistou daň za vzhled nápadně podobný obrovskému plyšovému medvědovi představuje výrazné línání a všudypřítomné chlupy, se kterými musí chovatel počítat i při poctivé péči o srst. Kvůli svému osrstění toto plemeno navíc poměrně dost špatně snáší horké počasí, a proto je třeba ve vedrech učinit adekvátní opatření, psa fyzicky šetřit, umožnit mu stálý pobyt ve stínu a zajistit mu dostatek vody.

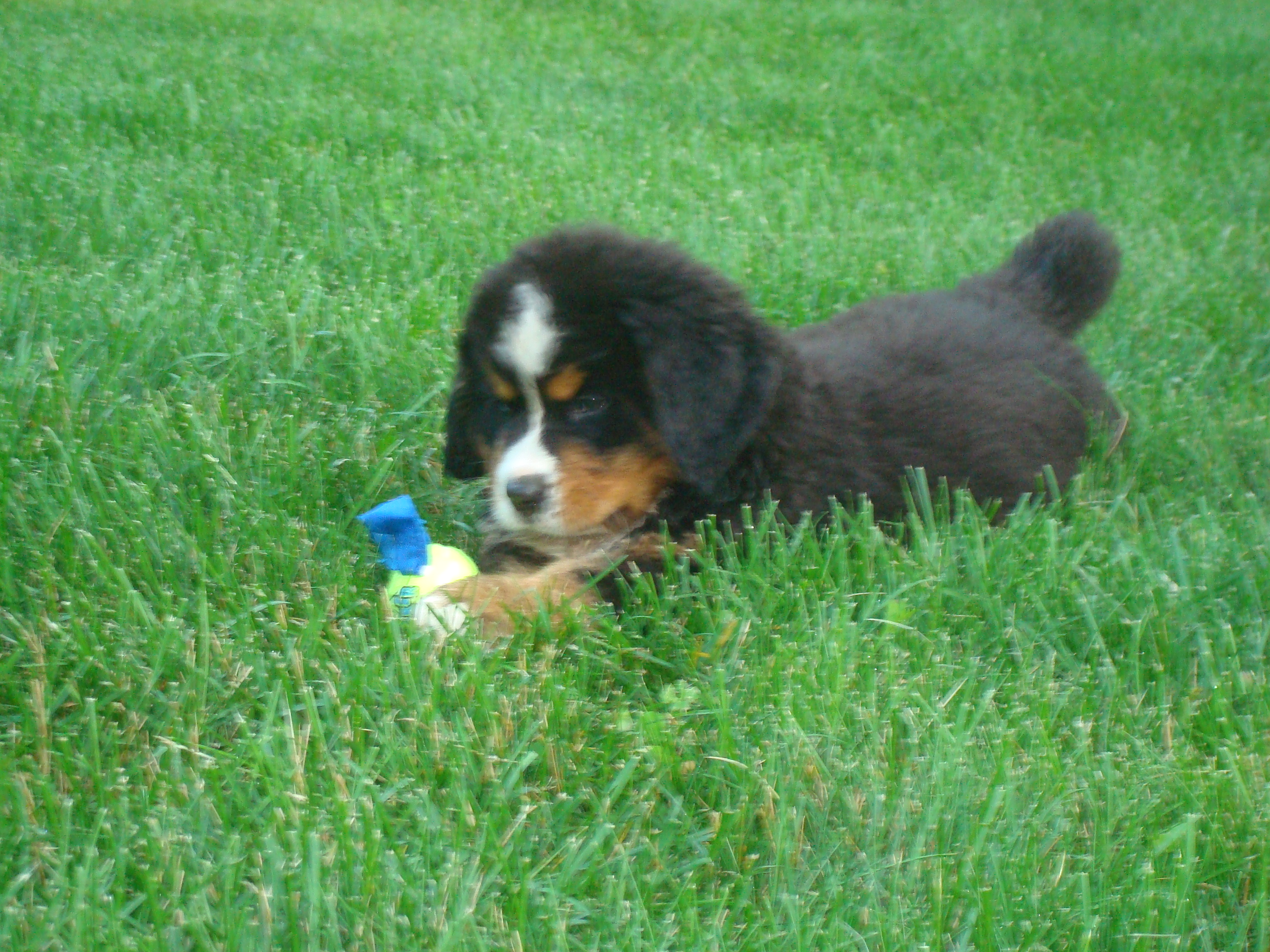